# Särkisaari (ö i Birkaland, Tammerfors, lat 61,38, long 23,87)
Särkisaari är en ö i Finland. Den ligger i sjön Tervajärvi och i kommunen Lembois i den ekonomiska regionen Tammerfors och landskapet Birkaland, i den södra delen av landet, 150 km norr om huvudstaden Helsingfors. Öns största längd är 20 meter i nord-sydlig riktning.